# Астуріанос
Астуріанос (ісп. Asturianos) — муніципалітет в Іспанії, у складі автономної спільноти Кастилія-і-Леон, у провінції Самора. Населення — 260 осіб (2010).
Муніципалітет розташований на відстані близько 300 км на північний захід від Мадрида, 85 км на північний захід від Самори.
На території муніципалітету розташовані такі населені пункти: (дані про населення за 2010 рік)
- Астуріанос: 109 осіб
- Сересаль-де-Санабрія: 17 осіб
- Ентрепеньяс: 57 осіб
- Лагарехос-де-ла-Карбальєда: 27 осіб
- Ріоконехос: 29 осіб
- Вільяр-де-лос-Пісонес: 21 особа

## Демографія
Динаміка населення (INE ):